# Larodryas haplocala
Larodryas haplocala är en fjärilsart som beskrevs av Turner 1922. Larodryas haplocala ingår i släktet Larodryas och familjen mott. Inga underarter finns listade i Catalogue of Life.